# مو يونغ هان
مو يونغ هان (بالإنجليزية: Moo-Young Han)‏ (30 نوفمبر 1934 - 15 مايو 2016) كان أستاذا للفيزياء في جامعة ديوك. إلى جانب يويشيرو نامبو من جامعة شيكاغو، يُعزى إليه الفضل في تقديم تماثل الكواركات (SU(3، المعروف اليوم باسم شحنة الألوان. الشحنة اللونية هي أساس التآثر القوي كما هو موضح من خلال الديناميكيات الكمومية.